# Podoscypha ravenelii
Podoscypha ravenelii är en svampart som först beskrevs av Berk. & M.A. Curtis, och fick sitt nu gällande namn av Narcisse Theophile Patouillard 1900. Podoscypha ravenelii ingår i släktet Podoscypha och familjen Meruliaceae.   Inga underarter finns listade i Catalogue of Life.